# 上智大学生命倫理研究所
上智大学生命倫理研究所（じょうちだいがくせいめいりんりけんきゅうじょ）は、上智大学に附置された研究所。

## 概要
上智大学の基本理念である「キリスト教ヒューマニズム」と「人間の尊厳」を基盤として、2010年4月に設立された。
人文科学・社会科学・自然科学の複合領域による生命倫理学の発展と深化に寄与することを目的とし、従来からの生命倫理の課題である医療倫理に限らず、医療福祉・児童福祉・高齢者問題についても研究の対象としている。

## 所員
- 青木清（名誉教授） - 名誉所員
- 滝澤正（名誉教授） - 客室研究員
- 町野朔（名誉教授） - 客室研究員
- 浅見昇吾（外国語学部教授） - 所長
- 矢島基美（法学部教授） - 所長代行
- 有江文栄（生命倫理研究所特任准教授）
- 荻野美佐子（総合人間科学部教授）
- 奥田純一郎（法学部教授）
- 竹内修一（神学部教授）
- 寺田俊郎（文学部教授）
- 吉川まみ（神学部講師）

## 所在地
- 東京都千代田区紀尾井町7-1　上智大学　四谷キャンパス3号館

- JR中央線（快速）、中央・総武線（各駅停車）、東京メトロ丸ノ内線・南北線 四ツ谷駅から徒歩5分